# NGC 7262
NGC 7262 is een lensvormig sterrenstelsel in het sterrenbeeld Zuidervis. Het hemelobject werd op 27 september 1834 ontdekt door de Britse astronoom John Herschel.

## Synoniemen
- ESO 405-17
- PGC 68737